# Pseudanisentomon babai
Pseudanisentomon babai är en urinsektsart som först beskrevs av Imadaté 1964.  Pseudanisentomon babai ingår i släktet Pseudanisentomon och familjen trakétrevfotingar. Inga underarter finns listade i Catalogue of Life.